# Ненцкий, Марцелий Вильгельмович
Марцелий Вильгельмович Ненцкий (Wilhelm Marceli Nencki; 1847—1901) — польский физиолог, химик и бактериолог.

## Биография
Ненцкий родился в 1847 году в Бочках (польск.). По окончании курса гимназии в Петрокове, он в 1863 году слушал лекции в Краковском, Йенском и Берлинском университетах: сначала изучал филологические науки, затем естественные и, наконец, в 1867 году, в Берлине перешёл на медицинский факультет. Сдав здесь в 1870 году необходимые испытания, Ненцкий представил диссертацию на степень доктора медицины, под заглавием: «Die Oxydation d. aromatischen Verbindungen im Thierkörper». За год перед тем он вместе с Schultze напечатал работу: «Ueber die Vorstufen d. Harnstoffs im Organismus». 
После получения степени доктора Ненцкий в течение двух лет занимался специальными исследованиями по органической химии, под руководством Байера. В 1872 году Ненцкий занял место ассистента в патологическом институте в Берне. С 1877 года он состоял ординарным профессором по физиологической химии и заведовал медико-химическим институтом Бернского университета. С 1888 года он, кроме того, читал лекции по бактериологии. В 1891 году Ненцкий был приглашен в Санкт-Петербург, где принял на себя заведование физиолого-химическим отделением Императорского института экспериментальной медицины.
Главнейшие научные работы Ненцкого относятся к физиологической химии. Целый ряд исследований он посвятил изучению превращений, испытываемых в животном организме различными классами органических соединений, углеводородов, кислот ароматического рода, фенолов, кетонов и т. д., а также отысканию правильностей в действии этих веществ на организм. Несколько работ имеют предметом изучение продуктов распада белковых веществ. Вместе с Зибер он произвёл работу над красящим веществом крови; этой работой удалось экспериментально показать связь между красящими веществами крови и желчи. Ценное исследование Ненцкого посвящено выяснению функции печени в процессе пищеварения. Помимо физиологической химии, Ненцкому принадлежит ряд важных исследований по бактериологии и органической химии. Из бактериологических работ укажем на исследования, касающиеся холеры, дифтерии, чумы рогатого скота и различных других болезней животных. Работы Ненцкого по органической химии относятся к производным мочевой кислоты, индола. Вместе с Н. О. Зибер Ненцкий дал общий способ для получения оксикетонов из жирных кислот и фенолов. Одинаково важное значение для всех поименованных отраслей науки имеют работы Ненцкого, которые касаются процессов брожения и гниения. Полный перечень всех многочисленных работ, произведенных Ненцким лично и в сотрудничестве с учениками, напечатан в 1897 году, по случаю двадцатипятилетия учёной деятельности Ненцкого, под заглавием: «Sommaire des travaux accomplis par M. le prof. M. Nencki et ses élèves dans ses laboratoires à Berne et à St.-Petersbourg. 1869—1896» (СПб., 1897). Более подробные биографические данные и оценку научной деятельности Ненцкого можно найти в издании Reber, «Gallerie hervorragender Therapeutiker und Pharmakognosten der Gegenwart» (Женева, 1895).

## Память
Имя Ненцкого носит институт экспериментальной биологии Польской академии наук.